# Grossœuvre
Grossoeuvre – miejscowość i gmina we Francji, w regionie Normandia, w departamencie Eure.
Według danych na rok 1990 gminę zamieszkiwało 980 osób, a gęstość zaludnienia wynosiła 60 osób/km² (wśród 1421 gmin Górnej Normandii Grossoeuvre plasuje się na 245. miejscu pod względem liczby ludności, natomiast pod względem powierzchni na miejscu 108).